# Cypriotisch voetbalkampioenschap 1944/45
In 1944/45 werd het 8e Cypriotische voetbalkampioenschap gespeeld. EPA Larnaca won de competitie voor de eerste keer.
In de seizoenen 1941 tot en met 1944 werd er niet gevoetbald vanwege de Tweede Wereldoorlog.

## Stand
| Pos | Team                     | Wed | W | G | V | Ptn | DV | DT | +/− |
| --- | ------------------------ | --- | - | - | - | --- | -- | -- | --- |
| 1   | EPA Larnaca FC (C)       | 10  | 8 | 1 | 1 | 17  | 50 | 19 | +31 |
| 2   | APOEL Nicosia            | 10  | 8 | 1 | 1 | 17  | 40 | 13 | +27 |
| 3   | AEL Limassol             | 10  | 6 | 1 | 3 | 13  | 31 | 22 | +9  |
| 4   | Pezoporikos Larnaca      | 10  | 2 | 2 | 6 | 6   | 22 | 34 | −12 |
| 5   | Olympiakos Nicosia       | 10  | 2 | 2 | 6 | 6   | 19 | 37 | −18 |
| 6   | Lefkoşa Türk Spor Kulübü | 10  | 0 | 1 | 9 | 1   | 12 | 49 | −37 |

## Resultaten
| Thuis \ Uit | AEL | APN | EPA | OLY | POL  | LTS |
| ----------- | --- | --- | --- | --- | ---- | --- |
| AEL         |     | 2–1 | 2–3 | 7–3 | 3–2  | 4–1 |
| APOEL       | 3–1 |     | 4–2 | 6–0 | 5–1  | 2–0 |
| EPA         | 5–1 | 4–4 |     | 6–1 | 11–2 | 4–1 |
| Olympiakos  | 0–3 | 3–5 | 1–6 |     | 1–1  | 1–1 |
| Pezoporikos | 3–3 | 1–2 | 1–3 | 1–4 |      | 5–1 |
| LTSK        | 1–5 | 2–9 | 2–6 | 2–8 | 1–5  |     |

## Kampioen
| 1944/45                         |
| Cyprus                          |
| ------------------------------- |
| EPA Larnaca Kampioen (1° titel) |

1934/35 · 1935/36 · 1936/37 · 1937/38 · 1938/39 · 1939/40 · 1940/41 · 1941/42 · 1942/43 · 1943/44 ·  1944/45 · 1945/46 · 1946/47 · 1947/48 · 1948/49 · 1949/50 · 1950/51 · 1951/52 · 1952/53 · 1953/54 · 1954/55 · 1955/56 · 1956/57 · 1957/58 · 1958/59 ·  1959/60 · 1960/61 · 1961/62 · 1962/63 · 1963/64 · 1964/65 · 1965/66 · 1966/67 · 1967/68 · 1968/69 · 1969/70 · 1970/71 · 1971/72 · 1972/73 · 1973/74 · 1974/75 · 1975/76 · 1976/77 · 1977/78 · 1978/79 · 1979/80 · 1980/81 · 1981/82 · 1982/83 · 1983/84 · 1984/85 · 1985/86 · 1986/87 · 1987/88 · 1988/89 · 1989/90 · 1990/91 · 1991/92 · 1992/93 · 1993/94 · 1994/95 · 1995/96 · 1996/97 · 1997/98 · 1998/99 · 1999/00 · 2000/01 · 2001/02 · 2002/03 · 2003/04 · 2004/05 · 2005/06 · 2006/07 · 2007/08 · 2008/09 · 2009/10 · 2010/11 · 2011/12 · 2012/13 · 2013/14 · 2014/15 · 2015/16 · 2016/17 · 2017/18 · 2018/19 · 2019/20 · 2020/21 · 2021/22